# Euploea vermiculata
Euploea vermiculata är en fjärilsart som beskrevs av Butler 1866. Euploea vermiculata ingår i släktet Euploea och familjen praktfjärilar. Inga underarter finns listade i Catalogue of Life.